# Paleogenomik
Paleogenomik är en utveckling av paleogenetiken, som en vetenskapsgren baserad på rekonstruktionen av genomiskt material hos utdöda arter. Forskningsfältet har vuxit fram utifrån förbättrade metoder att utvinna forntida DNA från artefakter på museer, ur iskärnor, arkeologiska eller paleonteologiska utgrävningar och DNA-sekvensering. Det är numera möjligt att upptäckta genetisk drift, folkvandringar och släktskap i äldre tid, utvecklingshistorien hos utdöda växt- och djurarter, liksom identifikation av fenotypiska drag i olika geografiska regioner. Forskare kan också använda paleogenomik till att jämföra forntida anfäder med moderna människor. Paleogenomikens växande betydelse märks bland annat genom att 2022 års Nobelpris i fysiologi eller medicin tilldelades den svenske genetikern Svante Pääbo, med betydande insatser inom paleogenomik bakom sig.

## Bakgrund
Ursprungligen inkluderar äldre DNA-sekvensering klonandet av små fragment till bakterier, vilket gav en låg träffsäkerhet genom den mångtusenåriga förstörelsen av det genetiska materialet genom oxidering. Forntida DNA är svårt att analysera på grund av nedbrytandet i nukleaser. Protokoll för utvinnandet och kontamineringen var nödvändiga för tillförlitliga analyser.
Med utvecklandet av polymeraskedjereaktionen 1983 kunde forskare studera upp till cirka 100 000 år gamla DNA-prov; detta var en begränsning hos de relativt korta isolerade fragmenten. Genom framsteg i isolerandet, förstärkningen, sekvenseringen och datarekonstruktionen har allt äldre DNA-prov blivit möjliga att analysera. Sedan 1990-talet har mitokondrie-DNA med många kopieringssteg kunnat ge svar på ett antal frågor. Utvecklandet av nya sekvenseringstekniker har gett ytterligare möjligheter. Den här teknologiska revolutionen har gjort det möjligt att utveckla paleogenetiken till den nya vetenskapsgrenen paleogenomik.